# 北原喜久男
北原 喜久男（きたはら きくお、1969年10月18日 - ）は、愛知県碧南市出身の元プロ野球選手（投手）。

## 来歴・人物
碧南工業高時代はエースで4番であった。1987年のプロ野球ドラフト会議で広島東洋カープから3位指名を受け入団した。
一軍への昇格を果たせないまま、1991年オフに現役を引退した。

## 詳細情報

### 年度別投手成績
- 一軍公式戦出場なし

### 背番号
- 57 （1988年 - 1991年）